# Manaše (pleme)
Manaše (heb. מְנַשֶּׁה; samarijanski heb. manaši; grč. Μανασσή, Μνασεάς i Μανασές) ime je jednog od 12 izraelskih plemena, čiji je rodozačetnik, prema biblijskom izvještaju, bio Manaše, sin Josipov i stariji brat Efrajimov, te unuk Jakova, praoca Izraela. Pleme je zauzimalo područje središnjeg gorja zapadno od Jordana, te prostor istočno od Galilejskog jezera i gornjeg toka Jordana, koji je danas poznat kao Golanska visoravan.

## Etimologija
Nema sumnje da je plemensko ime Manašea nastalo od istog osobnog imena. Riječ je o čestom hebrejskom imenu koje znači „onaj koji čini da se zaboravi“ (heb. menaššeh). Obično se davalo kao ime djetetu rođenom nakon smrti prethodnoga djeteta. Vjerojatno je to bilo ime rodozačetnika klana koji će izrasti u pleme ili jednog od glavnih klanova plemena. Time je etimologija imena Manašea znatno različita od one Jude ili Efrajima, čija su imena prvotno bila toponimi.

## Teritorij plemena

### Zapadno od rijeke Jordana
Zapadno od Jordana područje Manašea zauzimalo je sjeverni dio središnjeg gorja, dok je Jordan bio istočna granica. Sjeverna je granica trebala biti dolina Jizreel i brdo Karmel, premda se i ondje, na području plemena Jisakar nalaze naselja koja pripadaju Manašeu. Južna granica bio je današnji Wadi Qanah, južno od Šekema, a kao zapadnu granicu Biblija označuje Sredozemno more, premda je trebalo proći mnogo vremena dok se Manaše i Kraljevstvo Izrael nisu proširili do obale što su je naseljavali Kanaanci i Filistejci. Čini se da su Efrajimovci imali nekoliko naselja na području Manašea.
Imena sedam od klanova Manašeova plemena spomenutih u Bibliji (usp. Br 26) nađena su u natpisima na keramici s početka 8. st. pr. Kr., a opisivala su zemljopisna područja, te su u to doba upotrebljavana kao nazivi pokrajina: Šemida, Helek, Asriel, Šekem, Hogla, Noa i Abjezer (Jezer u našem prijevodu Biblije). Sva se su te pokrajine bile smještene u središnjem području, oko Samarije.

### Istočno od Jordana
Istočno od gornjeg toka Jordana i Galilejskog jezera postojala su dva središta: južno i sjeverno. Granice sjevernog dijela bile su označene rijekom Jarmuk na sjeveru, Jordanom na zapadu, rijekom Jabok na jugu, dok istočna granica s područjem Amonovaca nisu jasne.
Južni dio ovog područja, južno od Jaboka, imao je svoje središte u gradu Mahanajim, čija točna lokacija do danas nije sa sigurnošću utvrđena.

## Arheološki nalazi u središnjem gorju
Iz biblijskih je izvora jasno da su Efrajim i Manaše nastali kao dijelovi plemena Josip. Više je puta ponovljeno da je Manaše bio stariji Josipov sin, što ukazuje na to da je ovo pleme prvotno bilo utjecajnije. Promjenom prilika, Efrajim je postao jači, pa je bila potrebna i posebna biblijska priča kojom bi se opravdao veći utjecaj potomaka mlađeg brata (usp. Post 48,13-14).
Iz razdoblja pojave Izraelaca u Kanaanu, arheološki nalazi pokazuju da se 70 posto svih značajnijih ostataka materijalne kulture nalazi sjeverno od Ramale (gradić dvanaestak kilometara sjeverno od Jeruzalema) i južno od doline Jizreel (kod današnjeg grada Jenin), a to znači na području što su ga obitavali Efrajim i dio plemena Manaše. Prema tim ostacima vidljivo je kako je na djelu bio miran proces sedentarizacije.
Ipak, postoje i razlike između ostataka Efrajimovih gradova i onih Manašeovih. Dok su u slučaju Efrajima nova naselja nastajala daleko od onih kanaanskih starosjedilaca toga područja, u slučaju Manašea novo se sedentarizirano stanovništvo smješta među starosjediocima. I Biblija potvrđuje da su Kanaanci nastavili živjeti među pripadnicima ovog plemena.
Teritorij Manašea blaži je i niži od onog Efrajimova. Obilježen je dolinama i blagim brežuljcima, te zemljom pogodnom za obrađivanje. Čini se da je Manaše bio prvo među izraelskim plemenima koje se potpuno sedentariziralo.

## Povijest
Uz plodnost zemlje, još su četiri čimbenika obilježila povijest Manašea: prisutnost kanaanskih gradova; suparništvo s obližnjim Efrajimom; činjenica da su sve prijestolnice sjevernog Kraljevstva Izraela bile na njegovu području; mogućnost najlakšeg prolaza na istok prema Jordanu i dalje.
Značajni gradovi u samom središtu Manašea, poput Šekema, Tirse i Hefera, dugo su imali pretežno neizraelsko stanovništvo, a slično je bilo i s gradovima Megido, Bet Šean i Dotan.
Biblijski izvještaji svjedoče na više mjesta o nadmetanju između Manašea i Efrajima, u kojem će na koncu, u monarhijsko doba, bolje proći Efrajim. Prvi kralj sjevernog kraljevstva bio je Efrajimovac Jeroboam.
Jasno je da su sve predaje koje su nam ostale zapisane o postojanju polovice Manašeova plemena onkraj Jordana, nastale kada ta prisutnost više nije bila stvarnost. U tekstovima se osjeća nesigurnost o stvarnom stanju stvari. Čini se da je zapravo čitava predaja o Manašeovu poluplemenu na istoku umjetna konstrukcija, dok su starije predaje tamo smještale Gileada i Makira, koji će naknadno biti uključeni među potomke rodozačetnika Manašea. U svakom slučaju, ta su područja prestala biti izraelska u doba Tiglat-Pilesera III.
Nakon toga više nema spomena Manašea, osim u pozivanju pojedinih skupina indijskih Židova na njihovo porijeklo od toga plemena. Ovi su se indijski Židovi 2006. godine preselili u Palestinu i naselili na okupiranim područjima Zapadne obale u blizini Hebrona.